# Gabriel Arias
Gabriel Arias Arroyo (Neuquén; 13 de septiembre de 1987) es un futbolista argentino nacionalizado chileno. Juega como arquero en Racing Club de la Primera División de Argentina y es internacional con la selección de Chile.
En Olimpo de Bahía Blanca en 2008, donde comenzó su carrera como futbolista profesional y en donde consiguió el ascenso a Primera División en el año 2010.  En el año 2012 pasó a Defensa y Justicia, debutando en Primera en 2014. Posteriormente, se convirtió en un arquero récord en el club de Florencio Varela tras estar 741 minutos sin recibir goles.
Fue fichado a préstamo por Unión La Calera de Chile antes de llegar a Racing Club de Avellaneda en 2018. Con el conjunto académico se consagró campeón de la Superliga 2018-19, dos Trofeos de Campeones en 2019 y 2022. También logró una Supercopa Internacional en 2023, su título más importante, la Copa Sudamericana 2024 y la Recopa Sudamericana 2025, los que lo convierten en el jugador más ganador en la historia de Racing, compartiendo ese lugar con Iván Pillud. A su vez destacó por sus vallas invictas en todo su ciclo en el cuadro racinguista. Es el capitán del equipo y también, según algunos medios partidarios, el encargado de dar las órdenes del técnico dentro de la cancha.
Con la selección chilena logró participar de la Copa América 2019 en Brasil y llegó a disputar distintos encuentros amistosos.

## Trayectoria

### Inicios en el fútbol
Empezó su carrera futbolística en su natal Neuquén a los 13 años de edad, primero en las reservas de Banco Provincia y después en Ruca Hueney. Posteriormente, paso a las formativas de Olimpo.

### Olimpo de Bahía Blanca
En este club hizo su debut profesional y estuvo desde 2007 hasta 2012, año en el cual se desvinculó del "Aurinegro". Tras ello, fue contratado por Defensa y Justicia.

### Defensa y Justicia
El 6 de diciembre de 2014, debutó en Primera con Defensa y Justicia, nada menos que contra Olimpo —su exequipo y donde pasó el mayor tiempo de su carrera—, ingresando en el entretiempo de dicho encuentro debido a la lesión de Fernando Pellegrino. Finalmente, el partido terminó con un empate a 0. De ahí en más, se adueñó de la portería del equipo de Florencio Varela, siendo titular indiscutible y capitán.
Fue el arquero en los históricos encuentros frente a São Paulo y Chapecoense, ganando además los clásicos ante Quilmes sin recibir goles y finalizando el Campeonato de 2016/2017 con la valla menos vencida. Estuvo 741 minutos sin recibir un gol, récord en la historia de Defensa y Justicia

### Unión La Calera

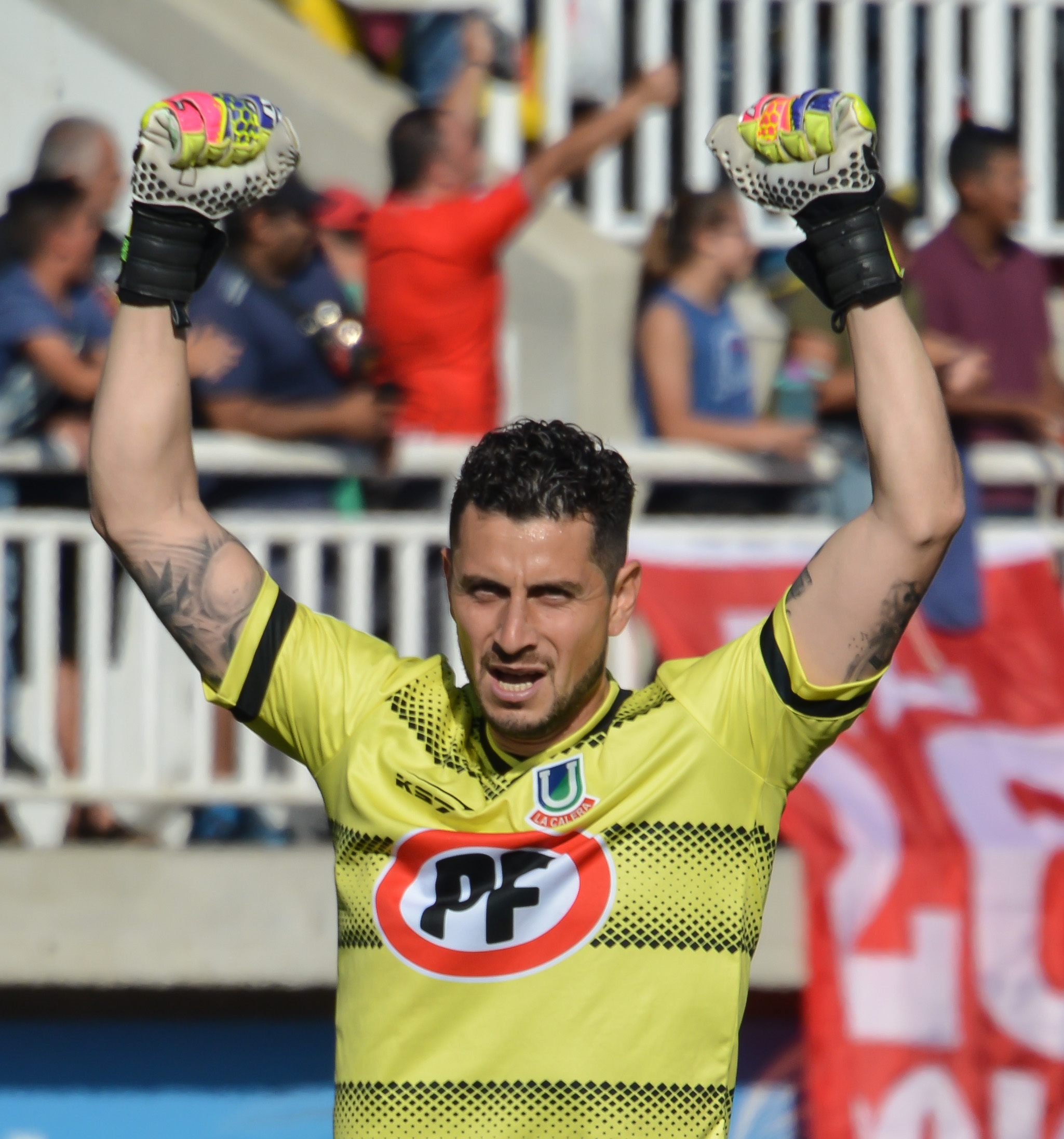
Arias jugando por Unión La Calera ante Universidad de Chile en 2018.

En enero de 2018, el club chileno Unión La Calera se hizo de los servicios del portero mediante un préstamo con opción de compra durante todo el año. Pasó seis meses defendiendo los colores de Unión La Calera, donde disputó 16 partidos y mostró un gran nivel, lo que le valió ser nominado para participar de la gira europea de la Selección Chilena durante los meses de mayo y junio.

### Racing Club
El 2 de julio del 2018, Racing Club de la Superliga Argentina compró el 80% de su pase en 1.000.000 de dólares, firmando un contrato por tres años, en agosto de 2020 renovó contrato hasta diciembre del 2023. Con una cláusula de salida de 8.000.000 de Euros.

#### Temporada 2018-2019
En el club de Avellaneda realizó una excelente actuación, a tal punto que volvió a ser citado por Reinaldo Rueda para la selección de Chile. El 7 de octubre de 2018 alcanzó los 625 minutos sin recibir goles, convirtiéndose esta en la segunda racha más larga de un arquero de Racing en el profesionalismo después de la de Agustín Cejas (666 minutos) y desplazando así a Sebastián Saja (587) y Carlos Roa (577) en la lista. Siendo el cuarto arquero de mayor cantidad de minutos imbatible en la historia de la institución albiceleste detrás de Marcos Croce (1.077 el mayor récord en la historia del fútbol argentino), Syla Arduino (891) y el mencionado Agustín Cejas (666).
Su mejor partido fue ante el club que lo formó, Independiente de Avellaneda en donde realizó 3 atajadas claves y fue uno de los puntos altos del equipo, Racing se quedaría con el "Clásico de Avellaneda" por 3-1. Unos días después, volvió a ser la figura del partido frente a Corinthians por la Copa Sudamericana 2019, a pesar de que su equipo perdió por penales. Actualmente es uno de los puntos claves del equipo de Avellaneda. Ante Estudiantes de La Plata tuvo una espectacular atajada para que su valla no fuera vencida y evitando que el "Pincha" igualara el partido, Racing ganó 1-0. Por la fecha 23, volvió a tener la valla invicta, ya que su equipo ganó 1-0 afirmándose aún más en la Superliga Argentina.
El 31 de marzo de 2019, salió campeón de la Superliga Argentina con Racing siendo una pieza fundamental en todo el campeonato.
El 14 de diciembre de 2019 cerró su gran año en el club, al coronarse campeón del Trofeo de Campeones de la Superliga Argentina, en la victoria 2-0 de Racing sobre Tigre, teniendo una destacadísima actuación y siendo pilar en el arco en cero del partido.
En 2020 comenzó otro gran año en el conjunto de Avellaneda, teniendo destacadas actuaciones frente a San Lorenzo y Newell's Old Boys, a excepción por la expulsión en el partido que Racing ganaría con 9 hombres frente a su clásico rival, donde la pena fue la roja directa por una mano fuera del área ante el ataque del rival.
También se destaca como el fotógrafo secundario del club, hobbie que realiza en sus tiempos libres.

#### Temporada 2020
Luego de la suspensión de las competiciones debido a la pandemia por coronavirus en el 2020, Gabriel retornó al arco académico defendiéndolo de manera muy irregular en sus primeros partidos, pero retomaría su gran nivel en el partido contra Club Flamengo, por los octavos de final de la Copa Libertadores 2020, tapando varios remates del equipo contrario, descolgando centros y en la definición por penales contuvo el disparo de Willian Arão, siendo elegido la figura del partido y ayudando a Racing a avanzar de fase en la competición. En el partido de vuelta frente a Boca Juniors es elegido la figura, a pesar de la derrota 2-0 de visitante y produciéndose la eliminación del equipo de la Copa Libertadores, frente a un equipo apático donde tapó diversos mano a mano, tiros lejanos y situaciones de gol claras debajo el arco académico que gracias a ello evitó una derrota catastrófica. 
El gran nivel y momento de Arias continuó por la Copa Diego Armando Maradona, cuando su equipo enfrentó a Central Córdoba de Santiago del Estero (empate 2 a 2), teniendo una vez más, una destacada actuación y evitando una situación clara de gol sobre la línea de gol a Sebastián Ribas que hubiera significado el 3-2 a favor del equipo santiagueño.

#### Copa de la Liga Profesional 2021
En el 2021 sería figura en el encuentro frente a San Martín de San Juan, al tapar 2 penales en la tanda en la cual su equipo ganaría 4-1 luego de salir empatado en los 90, por la Copa Argentina 2019-20. Continuaría con un grandísimo nivel frente a Sporting Cristal, São Paulo por la Copa Libertadores 2021 y frente a San Lorenzo de Almagro por la Copa de la Liga Profesional 2021 evitando ocasiones que hubieran quebrado el 0 del arco de la Academia. Nuevamente tendría otra excelente actuación ante Sporting Cristal, sacando tiros desde larga distancias, mano a mano y un cabezazo derivado de un córner que sacó con total reflejo y que fueron factores fundamentales en la victoria de Racing por 2 a 0. En los cuartos de final de la Copa de la Liga Profesional fue la figura ante Vélez y en la definición por penales fue decisivo al tapar 2 ejecuciones que le dieron el pase a semifinales a Racing Club. Sus atajadas ante São Paulo, le valieron para ser elegido el "Best of the match", en la victoria del conjunto de Avellaneda  por 1-0, clasificando su equipo así a los Octavos de final de la Copa Libertadores y llegando a 5 partidos consecutivos sin recibir goles. Frente a Club Atlético Rentistas, atajaría un penal que evitaría la caída en 0 de su arco en la victoria del equipo por 3 a 0 llegando a los 6 partidos sin recibir goles (completando 540 minutos sin goles recibidos). Su equipo saldría subcampeón frente a Colón de Santa Fe (resultado 3-0 en favor del equipo santafesino), en la final que no pudo disputarla por estar convocado a la Selección de Chile que se entrenaba en vista de la Copa América 2021.

#### Temporada 2021-2022
Empezaría con un buen andar en el campeonato de 2021 con la valla invicta contra el Club Atlético Vélez Sarsfield y Gimnasia y Esgrima La Plata, en los empates 0 a 0 y completando 180 minutos sin recibir goles. Ante el Club Atlético Aldosivi, le atajaría un penal a Federico Andrada en la victoria de su equipo por 2 a 0 llegando a los 270 minutos sin recibir goles. Su gran momento continuaría ante Sarmiento de Junín en la victoria 1 a 0 de Racing manteniendo una fecha más la valla invicta. Su racha de arco menos vencido terminaría en el Clásico de Avellaneda al caer Racing 1-0 frente a Independiente con un gol marcado por Silvio Romero. Otra vez volvería a sumar minutos con el arco en 0 al no recibir goles contra Newell's Old Boys y Arsenal de Sarandí, llegando a los 180 minutos por segunda vez. Con el empate ante Central Córdoba de Santiago del Estero, sumaría otros 90 minutos sin recibir goles y llegaría a la cifra de 360 minutos en condición de local mientras que en su totalidad volvería a los 270 minutos con la valla invicta. En la novena fecha, en el clásico frente a Boca Juniors, se convertiría en el primer arquero del club en recibir solo 1 gol en las primeras 9 fechas al empatar su equipo 0-0 y llegar a los 360 minutos sin recibir goles en contra. Cuando volvió de la convocatoria de la selección chilena por las eliminatorias a Catar 2022, su racha se cortaría por segunda vez, esta vez ante San Lorenzo donde totalizaría 526 minutos sin recibir goles en apenas 10 partidos disputados. En un partido frente a River Plate se rompió los ligamentos cruzados, alejándolo de la cancha por aproximadamente 6 meses.

#### Temporada 2022
El 14 de agosto del 2022 volvería a la titularidad en un partido por la decimotercera fecha del Torneo de La Liga 2022. Sería en un empate 0-0 frente a Club Atlético Boca Juniors, en el Estadio Presidente Perón.
El 18 de septiembre de 2022, antes de ir a un partido convocatorio con la Selección de fútbol de Chile, el arquero sería expulsado en un encuentro frente a Club Atlético Platense por provocar a la hinchada rival con gestos obscenos. Más tarde, sería trasladado a una comisaría cercana a declarar.
El 6 de noviembre cerraría el año 2022 consagrándose nuevamente campeón con Racing, al ganar el Trofeo de Campeones 2022, ante Boca Juniors por un resultado a favor de 2-1.

#### Temporada 2023
El 20 de enero de 2023 se consagra campeón de la Supercopa Internacional al ganarle Racing a Boca por un resultado de 2-1.
En la Liga Profesional de Fútbol, su equipo fue el segundo con más goles en contra (35) después de Gimnasia en 27 partidos jugados, de los cuales 25 Arias fue titular.
Con su equipo, llegó hasta cuartos de final de la Copa Libertadores (solamente perdiéndose la ida del partido contra Atlético Nacional, en la que el club perdió 4-2) con tan solo 6 goles en contra. En la vuelta, contra Boca Juniors y tras igualar la serie 0-0, no pudo atajar ningún penal en la tanda de penaltis y su equipo fue eliminado. El 17 de octubre, el arquero renueva con el club por 2 años más.
El 11 de noviembre, consiguió terminar con su mala racha de 15 partidos con goles en contra, tras mantener su valla invicta ante Lanús. El 3 de diciembre, tuvo una mala performance ante Rosario Central por los cuartos de final. Provocó de uno de los penales del equipo contrario y en la tanda de penales (tras igualar el marcador 2-2) no atajó ninguno (1/8).

#### Temporada 2024
La temporada 2024 fue un punto de redención para Arias. El 23 de noviembre consiguió su quinto título en el club y el primero a nivel internacional, al ganar la Copa Sudamericana 2024, jugando 12 partidos, recibiendo 9 goles, y manteniendo un gran nivel tanto en la fase de grupos como en la definición por eliminatoria al tener la valla invicta en 5 partidos internacionales con la Academia. La final del torneo la ganó Racing Club por 3 a 1 frente al Cruzeiro de Brasil, en un partido histórico que significó el fin de una sequía de 36 años sin títulos internacionales para el cuadro de Avellaneda. Junto a Leonardo Sigali, fue el encargado de levantar el trofeo. Fue incluido en el equipo ideal de la Copa Sudamericana.

## Selección nacional

### Selección mayor
De ascendencia chilena por parte de sus abuelos maternos, Arias puede ser internacional por las selecciones de Argentina y Chile. Se rumoreó que en 2015 el entonces director técnico de la selección chilena, Jorge Sampaoli, buscó que se nacionalizara para ocupar un puesto en sus nóminas, como competencia directa de Claudio Bravo. Si bien Arias obtuvo la nacionalidad chilena por la gestión de Sampaoli, dicho llamado no prosperó.
Su primera citación a la selección chilena se produjo en mayo de 2018, bajo la dirección técnica de Reinaldo Rueda quien lo nominó para la gira europea que tuvo la Roja y donde enfrentó a sus similares de Rumania, Serbia y Polonia.
Hizo su debut en la selección adulta el 4 de junio, con 30 años y 9 meses, en el triunfo por 1 a 0 sobre la selección de Serbia, Gabriel Arias igualó histórico registro de Sergio Vargas dejando su arco en 0 en su primer partido oficial con Chile. Venció a la mundialista Serbia en duelo amistoso con gol de Guillermo Maripán. Volvió a ser citado por Reinaldo Rueda para los amistosos del 7 y 11 de septiembre de 2018, que la Roja jugaría en Asia contra Japón y Corea del Sur, respectivamente. El primer encuentro fue suspendido debido al terremoto que sufrió el país asiático. En el segundo compromiso, disputado ante Corea del Sur, fue titular, siendo uno de los mejores de la selección chilena en ese partido.
Tras el gran nivel que mostró en Racing durante la Superliga Argentina 2018-19, se le preguntó a Arias si jugaría por la Selección de Argentina, considerando que sólo había jugado partidos amistosos por Chile, ante lo cual respondió que ya había tomado su decisión de defender a la selección chilena.
El 12 de septiembre de 2022, nuevamente fue convocado a la selección adulta, esta vez por el director técnico Eduardo Berizzo para enfrentar partidos amistosos ante Marruecos y Catar.
Fue nominado por Ricardo Gareca para los amistosos de marzo de 2024 ante Albania y Francia, sin embargo no disputó ninguno de ellos, los cuales terminaron en una victoria por 3 a 0 ante los albaneses y una derrota por 3 a 2 ante los galos, posteriormente fue nominado para el amistoso de preparación para la Copa América 2024 ante Paraguay el 11 de junio de 2024, el cual terminó con una victoria por 3 a 0, reemplazando a Claudio Bravo en el entretiempo. 

### Copas América

#### Copa América 2019
Fue nominado por Reinaldo Rueda para disputar la Copa América 2019 tras la baja de Claudio Bravo por problemas internos con La Roja (debido al fracaso en las eliminatorias rumbo a Rusia 2018) y por una lesión, el debut de Chile fue una victoria por 4-0 ante Japón, haciendo una buena actuación, el segundo partido ante Ecuador, La Roja se impuso por 2-1, clasificando a la siguiente ronda, en el último partido de fase de grupos ante Uruguay, Chile perdió por la mínima en los últimos minutos tras un error de Junior Fernandes, quedando segundos del grupo.
En cuartos de final, en un partido polémico, Chile se enfrentó ante Colombia, el cual terminó 0-0, en la tanda de penales La Roja se impuso por 5-4 logrando clasificar a semifinales, Arias no atajó ningún penal, siendo el fallo restante un tiro desviado de William Tesillo, en semifinales ante Perú, Arias tuvo su peor partido en la competición perdiendo por 0-3, haciendo que La Blanquirroja clasificara a la final ante Brasil tras 44 años sin disputarla, en ese partido fue responsable por el segundo de los 3 goles del conjunto bicolor por una mala salida, generando duras críticas e incluso amenazas de muerte hacia él y a su familia, lo cual provocó que el guardameta cerrara sus redes sociales, finalmente en el partido por el tercer lugar, La Roja perdió ante Argentina por 2-1.
Arias disputó los 540 minutos de los 6 partidos de Chile en la Copa América 2019 yendo de más a menos.

#### Copa América 2021
Fue nominado por Martín Lasarte para disputar la Copa América 2021 Dónde quedaron eliminados por Brasil en Río de Janeiro por los cuartos de final.

#### Copa América 2024
Fue nominado por Ricardo Gareca para disputar la Copa América 2024, siendo titular en el último partido de fase de grupos ante Canadá, reemplazando a Claudio Bravo y logrando mantener su valla invicta, sin embargo el partido terminó en un empate sin goles, quedando la roja eliminada de forma controversial del certamen continental en primera fase, siendo su primera eliminación en fase de grupos desde 2004.

### Clasificatorias

#### Clasificatorias Catar 2022
Arias solamente participó en el primer partido de las clasificatorias, reemplazando a Claudio Bravo debido a una lesión en la rodilla, en el debut de las eliminatorias, La Roja perdió de forma polémica por 2-1 ante Uruguay debido al arbitraje de Eber Aquino, también iba a ser titular ante Colombia en la segunda fecha, pero minutos antes del partido, una lesión se lo impidió, siendo reemplazado por Brayan Cortés, tras el regreso de Claudio Bravo en la tercera fecha, Arias no volvió a ser titular, siendo uno de los suplentes en el desarrollo de las clasificatorias tanto en la era de Reinaldo Rueda como la era de Martín Lasarte.

### Participaciones en Copa América
| Torneo            | Sede           | Resultado        | Partidos | G.R | Asist. |
| ----------------- | -------------- | ---------------- | -------- | --- | ------ |
| Copa América 2019 | Brasil         | Cuarto lugar     | 6        | -7  | 0      |
| Copa América 2021 | Brasil         | Cuartos de final | 0        | 0   | 0      |
| Copa América 2024 | Estados Unidos | Fase de grupos   | 1        | 0   | 0      |

#### Participaciones en clasificatorias a Copas del Mundo
| Eliminatorias                   | País                             | Resultado | Posición | Partidos | Goles Recibidos |
| ------------------------------- | -------------------------------- | --------- | -------- | -------- | --------------- |
| Eliminatorias Catar 2022        | Catar                            | Eliminado | 7°       | 1        | 2               |
| Eliminatorias Norteamérica 2026 | Canadá · Estados Unidos · México | Eliminado | 9°       | 2        | 5               |

### Partidos internacionales
Actualizado hasta el 10 de septiembre de 2024.
| Partidos internacionales | Partidos internacionales | Partidos internacionales                                  | Partidos internacionales | Partidos internacionales | Partidos internacionales | Partidos internacionales | Partidos internacionales        |
| N.º                      | Fecha                    | Estadio                                                   | Local                    | Resultado                | Visitante                | Goles                    | Competición                     |
| ------------------------ | ------------------------ | --------------------------------------------------------- | ------------------------ | ------------------------ | ------------------------ | ------------------------ | ------------------------------- |
| 1                        | 4 de junio de 2018       | Stadion Graz-Liebenau, Graz, Austria                      | Serbia                   | 0-1                      | Chile                    | 0                        | Amistoso                        |
| 2                        | 8 de junio de 2018       | INEA Stadion, Poznań, Polonia                             | Polonia                  | 2-2                      | Chile                    | -2                       | Amistoso                        |
| 3                        | 11 de septiembre de 2018 | Estadio Mundialista de Suwon, Suwon, Corea del Sur        | Corea del Sur            | 0-0                      | Chile                    | 0                        | Amistoso                        |
| 4                        | 22 de marzo de 2019      | SDCCU Stadium, San Diego, Estados Unidos                  | México                   | 3-1                      | Chile                    | -3                       | Amistoso                        |
| 5                        | 26 de marzo de 2019      | BBVA Compass Stadium, Houston, Estados Unidos             | Estados Unidos           | 1-1                      | Chile                    | -1                       | Amistoso                        |
| 6                        | 6 de junio de 2019       | Estadio La Portada, La Serena, Chile                      | Chile                    | 2-1                      | Haití                    | 0                        | Amistoso                        |
| 7                        | 17 de junio de 2019      | Estadio Morumbi, São Paulo, Brasil                        | Japón                    | 0-4                      | Chile                    | 0                        | Copa América 2019               |
| 8                        | 21 de junio de 2019      | Arena Fonte Nova, Salvador, Brasil                        | Ecuador                  | 1-2                      | Chile                    | -1                       | Copa América 2019               |
| 9                        | 24 de junio de 2019      | Maracanã, Río de Janeiro, Brasil                          | Chile                    | 0-1                      | Uruguay                  | -1                       | Copa América 2019               |
| 10                       | 28 de junio de 2019      | Arena Corinthians, São Paulo, Brasil                      | Colombia                 | 0-0 4-5p                 | Chile                    | 0                        | Copa América 2019               |
| 11                       | 3 de julio de 2019       | Arena do Grêmio, Porto Alegre, Brasil                     | Chile                    | 0-3                      | Perú                     | -3                       | Copa América 2019               |
| 12                       | 6 de julio de 2019       | Arena Corinthians, São Paulo, Brasil                      | Argentina                | 2-1                      | Chile                    | -2                       | Copa América 2019               |
| 13                       | 8 de octubre de 2020     | Estadio Centenario, Montevideo, Uruguay                   | Uruguay                  | 2-1                      | Chile                    | -2                       | Eliminatorias Catar 2022        |
| 14                       | 27 de septiembre de 2022 | Estadio Franz Horr, Viena, Austria                        | Catar                    | 2-2                      | Chile                    | -2                       | Amistoso                        |
| 15                       | 16 de junio de 2023      | Estadio Sausalito, Viña del Mar, Chile                    | Chile                    | 5-0                      | República Dominicana     | 0                        | Amistoso                        |
| 16                       | 11 de junio de 2024      | Estadio Nacional Julio Martínez Prádanos, Santiago, Chile | Chile                    | 3-0                      | Paraguay                 | 0                        | Amistoso                        |
| 17                       | 29 de junio de 2024      | Exploria Stadium, Orlando, Estados Unidos                 | Canadá                   | 0-0                      | Chile                    | 0                        | Copa América 2024               |
| 18                       | 5 de septiembre de 2024  | Estadio Monumental, Buenos Aires, Argentina               | Argentina                | 3-0                      | Chile                    | -3                       | Eliminatorias Norteamérica 2026 |
| 19                       | 10 de septiembre de 2024 | Estadio Nacional Julio Martínez Prádanos, Santiago, Chile | Chile                    | 1-2                      | Bolivia                  | -2                       | Eliminatorias Norteamérica 2026 |
| Total                    | Total                    | Total                                                     | Presencias               | 19                       | Goles                    | -22                      |                                 |

| Selección chilena | Selección chilena | Selección chilena |
| Año               | Partidos          | Goles             |
| ----------------- | ----------------- | ----------------- |
| 2018              | 3                 | -2                |
| 2019              | 9                 | -11               |
| 2020              | 1                 | -2                |
| 2022              | 1                 | -2                |
| 2023              | 1                 | 0                 |
| 2024              | 4                 | -5                |
| Total             | 19                | -22               |

## Clubes

### Estadísticas
Actualizado al 19 de agosto de 2025. Resaltadas temporadas en calidad de cesión.
| Olimpo Argentina | 2.ª           | 2009-10       | 1   | 1   | 0  | —  | —  | —  | —  | —  | —  | 1   | 1   | 0   |
| Olimpo Argentina | 1.ª           | 2010-11       | —   | —   | —  | —  | —  | —  | —  | —  | —  | —   | —   | —   |
| Olimpo Argentina | 1.ª           | 2011-12       | —   | —   | —  | —  | —  | —  | —  | —  | —  | —   | —   | —   |
| Olimpo Argentina | Total club    | Total club    | 1   | 1   | 0  | —  | —  | —  | —  | —  | —  | 1   | 1   | 0   |
| Defensa y Justicia Argentina | 2.ª           | 2012-13       | 10  | 14  | 2  | 1  | 3  | 0  | —  | —  | —  | 11  | 17  | 2   |
| Defensa y Justicia Argentina | 2.ª           | 2013-14       | —   | —   | —  | 2  | 2  | 0  | —  | —  | —  | 2   | 2   | 0   |
| Defensa y Justicia Argentina | 1.ª           | 2014          | 1   | 0   | 1  | —  | —  | —  | —  | —  | —  | 1   | 0   | 1   |
| Defensa y Justicia Argentina | 1.ª           | 2015          | 30  | 31  | 11 | 3  | 3  | 1  | —  | —  | —  | 33  | 34  | 12  |
| Defensa y Justicia Argentina | 1.ª           | 2016          | 12  | 9   | 6  | —  | —  | —  | —  | —  | —  | 12  | 9   | 6   |
| Defensa y Justicia Argentina | 1.ª           | 2016-17       | 20  | 14  | 11 | 2  | 0  | 2  | —  | —  | —  | 22  | 14  | 13  |
| Defensa y Justicia Argentina | 1.ª           | 2017          | 12  | 18  | 4  | 2  | 3  | 1  | 4  | 2  | 2  | 18  | 23  | 7   |
| Defensa y Justicia Argentina | Total club    | Total club    | 85  | 86  | 35 | 10 | 11 | 4  | 4  | 2  | 2  | 99  | 99  | 41  |
| Unión La Calera · Chile | 1.ª           |               |     |     |    |    |    |    |    |    |    |     |     |     |
| Unión La Calera · Chile | 1.ª           | 2018          | 14  | 13  | 6  | 2  | 3  | 1  | —  | —  | —  | 16  | 16  | 7   |
| Unión La Calera · Chile | Total club    | Total club    | 14  | 13  | 6  | 2  | 3  | 1  | 0  | 0  | 0  | 16  | 16  | 7   |
| Racing Argentina | 1.ª           | 2018-19       | 18  | 12  | 9  | 4  | 4  | 1  | 4  | 5  | 1  | 26  | 21  | 11  |
| Racing Argentina | 1.ª           | 2019-20       | 22  | 22  | 8  | 2  | 0  | 2  | 6  | 4  | 2  | 30  | 26  | 12  |
| Racing Argentina | 1.ª           | 2020-21       | —   | —   | —  | 21 | 31 | 7  | 10 | 6  | 5  | 31  | 37  | 12  |
| Racing Argentina | 1.ª           | 2021          | 20  | 19  | 9  | 1  | 3  | 0  | 2  | 4  | 0  | 23  | 26  | 9   |
| Racing Argentina | 1.ª           | 2022          | 14  | 12  | 8  | 2  | 3  | 0  | —  | —  | —  | 16  | 15  | 8   |
| Racing Argentina | 1.ª           | 2023          | 24  | 30  | 7  | 16 | 19 | 1  | 9  | 6  | 5  | 49  | 55  | 13  |
| Racing Argentina | 1.ª           | 2024          | 21  | 18  | 10 | 14 | 11 | 7  | 13 | 10 | 5  | 48  | 39  | 22  |
| Racing Argentina | 1.ª           | 2025          | 16  | 13  | 7  | 2  | 1  | 1  | 10 | 5  | 6  | 28  | 19  | 14  |
| Racing Argentina | Total club    | Total club    | 135 | 126 | 58 | 62 | 72 | 19 | 54 | 40 | 24 | 251 | 238 | 101 |
| Total carrera | Total carrera | Total carrera | 235 | 226 | 99 | 74 | 86 | 24 | 58 | 42 | 26 | 367 | 354 | 149 |
| (1) Incluye datos de Copa Argentina, Copa Chile, Copa de la Superliga Argentina, Trofeo de Campeones de la Superliga Argentina, Copa de la Liga Profesional, Supercopa Argentina, Trofeo de Campeones de la Liga Profesional y Supercopa Internacional. (2) Incluye datos de Copa Sudamericana, Copa Libertadores y Recopa Sudamericana. |               |               |     |     |    |    |    |    |    |    |    |     |     |     |

## Palmarés

### Títulos nacionales
| Título                  | Club        | País      | Año     |
| ----------------------- | ----------- | --------- | ------- |
| Primera B Nacional      | Olimpo      | Argentina | 2009-10 |
| Primera División        | Racing Club | Argentina | 2018-19 |
| Trofeo de Campeones     | Racing Club | Argentina | 2018-19 |
| Trofeo de Campeones     | Racing Club | Argentina | 2022    |
| Supercopa Internacional | Racing Club | Argentina | 2023    |

### Títulos Internacionales
| Título              | Club        | Sede           | Año  |
| ------------------- | ----------- | -------------- | ---- |
| Copa Sudamericana   | Racing Club | Asunción       | 2024 |
| Recopa Sudamericana | Racing Club | Río de Janeiro | 2025 |

### Subcampeonatos
- Subcampeón de la Supercopa Argentina 2019 con Racing Club en 2021.
- Subcampeón de la Copa de la Liga 2021 con Racing Club.
- Subcampeón de la Primera División 2022 con Racing Club.

### Distinciones individuales
| Distinción                                       | Año  |
| ------------------------------------------------ | ---- |
| Miembro del Equipo Ideal de la Copa Sudamericana | 2024 |

### Récords
- Es el jugador con más presencias en copas internacionales en la historia de Racing Club con 47 partidos.
- Es el arquero con más títulos obtenidos en Racing Club en el profesionalismo, con 6 conquistas.